# Pseudanthias cooperi
Pseudanthias cooperi är en fiskart som först beskrevs av Regan 1902.  Pseudanthias cooperi ingår i släktet Pseudanthias och familjen havsabborrfiskar. Inga underarter finns listade i Catalogue of Life.